# Magnetpulverprovning
Magnetpulverprovning (Engelska: Magnetic particle inspection) är en oförstörande provmetod, som gör det möjligt att upptäcka dolda ojämnheter (främst sprickor) i magnetiska material. Provstycket magnetiseras, varefter en suspension av finfördelad magnetisk järnoxid spolas över provytan. Om provstycket är homogent och utan ytfel, kommer det magnetiska flödet att vara jämnt, och järnoxiden fördelas då också jämnt över ytan. Om det däremot finns en spricka i materialet, så kommer den att orsaka en ojämnhet i det magnetiska flödet, vilket ger sig till känna som en ansamling av järnoxid (en mörk rand).
Metoden används främst för sprickundersökningar på smidda ämnen (smidessprickor), härdade föremål (härdsprickor) och axlar (utmattningssprickor).